# Mourad Medelci
Mourad Medelci (Tlemcen, 30 de abril de 1943-28 de enero de 2019) fue un político de Argelia. Ocupó el cargo de ministro de Asuntos Exteriores (2007-2013) y fue presidente del Consejo Constitucional (2013-2019).

## Biografía

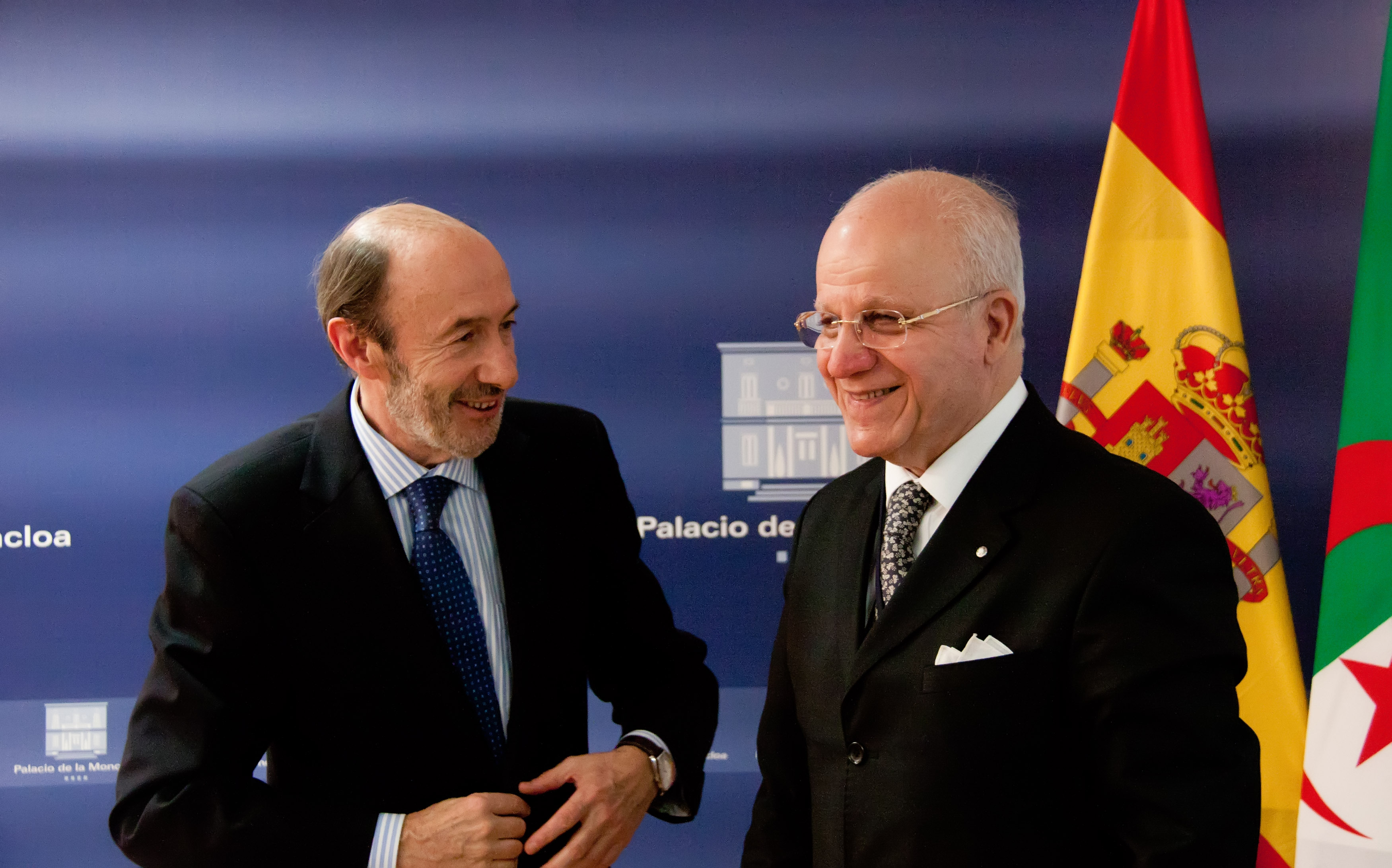
Fotografiado junto a Alfredo Pérez Rubalcaba en febrero de 2011

Medelci estudió Economía en la Universidad de Argel, donde se licenció en 1966, para doctorarse en 1968. De 1970 a 1980 trabajó en el sector privado antes de entrar en la función pública como secretario general del Ministerio de Comercio en 1980. Estaba casado y tenía cinco hijos.
Medelci fue ministro de Comercio de 1988 a 1989 y Viceministro de Presupuesto de 1990 a 1991. Fue de nuevo ministro de Comercio a partir de 1999 a 2001, año en el que ocupó el Ministerio de Hacienda hasta 2002. A partir de este año fue asesor del presidente, Abdelaziz Bouteflika y en mayo de 2005 fue nombrado Ministro de Finanzas. 
El día 4 de junio de 2007 fue nombrado ministro de Asuntos Exteriores, cargo que ocupó hasta 2013. Ese año fue nombrado presidente del Consejo Constitucional de Argelia, cargo que desempeñó hasta el momento de su fallecimiento.